# Platform-M
Le Platform-M est un drone terrestre russe utilisé comme véhicule de combat d'infanterie qui a été présenté en 2015 et qui est réputé pour avoir été utilisé durant la guerre russo-ukrainienne.

## Historique
Le Platform-M a fait sa première apparition publique le 9 mai 2015 pour la parade militaire du jour de la victoire à Kaliningrad à l'occasion du 70e anniversaire de la victoire contre l'Allemagne nazie. Il a par la suité été tésté dans des exercices militaires dans la même région. Il a été testé de nouveau lors de l'exercice Zapad 2021 (en) qui a été tenu en Bielorussie en septembre 2021.
Il a été developpé pour accomplir un certain nombre de missions dont la reconnaissance, l'appuie-feu, la sécurisation de sites importants...
L'armée russe dispose également de drones terrestres légers à roues ou chenillés comme le Marker ou l'Uran-9.

## Caractéristiques
Le Platform-M consiste en une petite plateforme chenillé d'environ 800 kg sur laquelle on peut installer un certain nombre d'armements différents. Il a été présenté initialement équipé d'une petite tourelle avec un fusil mitrailleur Kalachnikov (PKT, PKM, PKP...) et 4 lanceurs antichars à priori de type Kornet. Le Platform-M peut accueillir d'autres types d'armes, il a déjà été aperçu avec un lance-grenades automatique de type AGS-17, 30, 40. Il est équipé d'une caméra jour-nuit qui permettrait à l'opérateur de détecter une cible à une distance de 1 500 m. Le châssis sans armement pèserait environ 800 kg et il aurait une charge utile de 300 kg.

## Opérateur
- Russie